# 陈宗辉
陈宗辉，明朝人，是一名明朝政治人物。
陈宗辉曾于永乐十七年接替周宗璲任兴化府知府一职，永乐二十二年由李至刚接任。